# رود كارتر
رود كارتر (بالإنجليزية: Rod Carter)‏ هو لاعب كرة قدم أمريكية أمريكي، ولد في 10 أكتوبر 1966 في فورت لودرديل في الولايات المتحدة.